# Uwe Wilkesmann

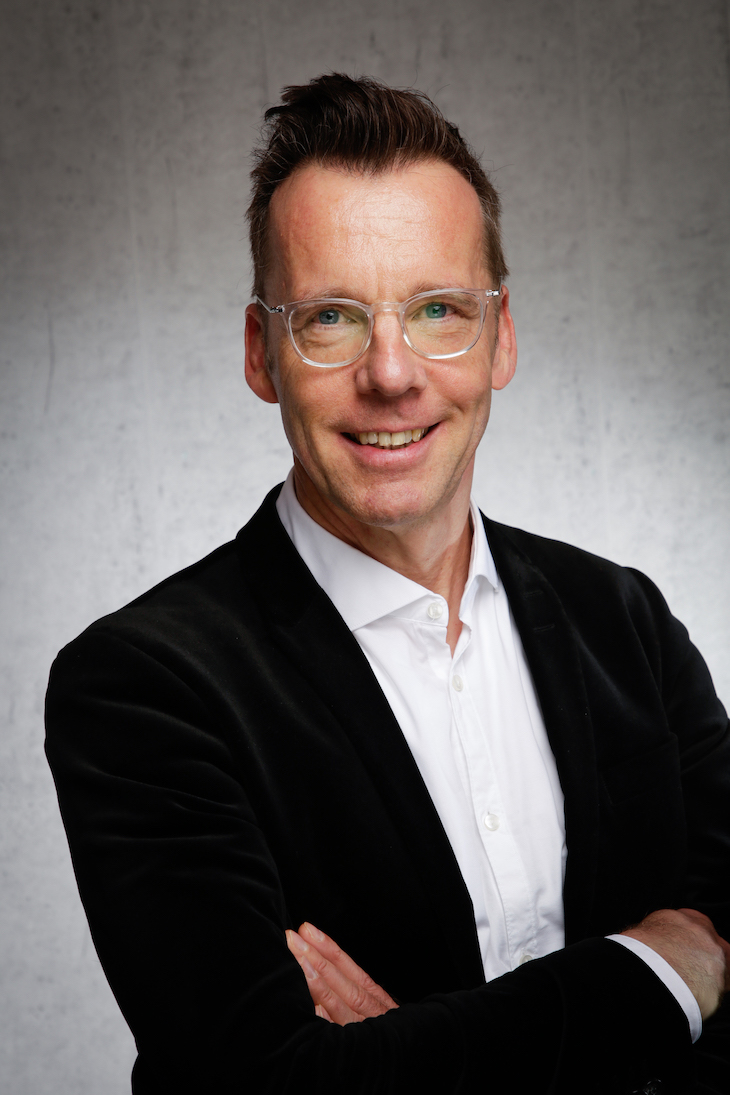
Uwe Wilkesmann (2019)

Uwe Wilkesmann (* 13. Mai 1963 in Wuppertal) ist ein deutscher Soziologe und Hochschulforscher. Er ist Professor und Direktor des Zentrums für Hochschulbildung an der Technischen Universität Dortmund.

## Werdegang
Uwe Wilkesmann studierte Volkswirtschaftslehre, Politikwissenschaft und Philosophie an der Ruhr-Universität Bochum, wo er 1989 seinen Magister ablegte. Von 1989 war er Wissenschaftlicher Mitarbeiter am Institut Arbeit und Technik im Wissenschaftszentrum Nordrhein-Westfalen und am Institut für Sozialpsychologie der Sozialwissenschaftlichen Fakultät der Ruhr-Universität Bochum. Dort promovierte er 1993 zum Dr. rer. soc. mit der Dissertation Zur Logik des Handelns in betrieblichen Arbeitsgruppen. Anschließend war er dort als wissenschaftlicher Assistent und Hochschuldozent angestellt. 1998 wurde er dort habilitiert mit der Arbeit Lernen in Organisationen. Die Inszenierung von kollektiven Lernprozessen.
Im Sommersemester 2002 und Wintersemester 2002/2003 vertrat Wilkesmann den Lehrstuhl „Wirtschafts- und Organisationssoziologie“ an der Universität Hamburg. Im Jahr 2004 wurde er zum außerplanmäßigen Professor für Organisationssoziologie an der Ruhr-Universität Bochum ernannt. Im Sommersemester 2005 und Wintersemester 2005/2006 vertrat er den Lehrstuhl für „Organisations- und Bildungssoziologie“ an der Ludwig-Maximilians-Universität München. Seit 2006 ist er Inhaber des Lehrstuhls für Organisationsforschung und Weiterbildungsmanagement sowie Direktor des Zentrums für HochschulBildung der TU Dortmund. Von 2008 bis 2015 war er zusätzlich Lehrbeauftragter am Knowledge Management and Innovation Research Centre der Hong Kong Polytechnic University und im Jahr 2005 er Gastprofessor an der University of Connecticut, Department of Sociology. Er war Mitglied und Vorsitzender des wissenschaftlichen Beirats des Deutschen Zentrums für Hochschul- und Wissenschaftsforschung von 2017 bis 2023. Außerdem ist er seit 2021 Mitglied des wissenschaftlichen Beirats Center of Advanced Technology for Assisted Learning and Predictive Analytics an der FernUniversität in Hagen, Vorsitzender des Vereins Wissenschaftliche Weiterbildung an der TU Dortmund e. V. und war von 2010 bis 2014 im Vorstand und Sprecher der Sektion Organisationssoziologie in der Deutschen Gesellschaft für Soziologie.

## Publikationen (Auswahl)
- Maximiliane Wilkesmann und Uwe Wilkesmann (2020): Nicht nur eine Frage des guten Geschmacks! Die Organisation der Spitzengastronomie. Wiesbaden: Springer.
- Uwe Wilkesmann (2019): Methoden der Hochschulforschung. Eine methodische, erkenntnis- und organisationstheoretische Einführung. Weinheim, Basel: Beltz Juventa.
- Alfredo Virgillito, Britta Bertermann, Uwe Wilkesmann und Gerhard Naegele (2015): Einflussgrößen auf den Wissenstransfer in der betrieblichen Interessenvertretung. Düsseldorf: edition Hans Böckler Stiftung, Band 290.
- Uwe Wilkesmann, Maximiliane Wilkesmann, Alfredo Virgillito und Tobias Bröcker (2011): Erwartungen an Interessenvertretungen. Berlin: edition sigma.
- Michael Bau und Uwe Wilkesmann (2006): Human Resource Management – Vom Stiefkind zum strategischen Partner. Münster: LIT-Verlag.
- Uwe Wilkesmann (1999): Lernen in Organisationen – Die Inszenierung von kollektiven Lernprozessen. Frankfurt am Main: Campus-Verlag.
- Uwe Wilkesmann (1994): Zur Logik des Handelns in betrieblichen Arbeitsgruppen. Opladen: Leske und Budrich.